# Metaxymecus brevipennis
Metaxymecus brevipennis är en insektsart som beskrevs av Grunshaw 1995. Metaxymecus brevipennis ingår i släktet Metaxymecus och familjen gräshoppor. Inga underarter finns listade i Catalogue of Life.